# Centro de Tradições Populares de Sobradinho
O Centro de Tradições Populares de Sobradinho é um centro cultural brasileiro, situado em Sobradinho, no Distrito Federal. Criado em 1963 pelo maranhense Teodoro Freire, mestre da cultura popular e do Bumba-Meu-Boi, com foco na disseminação do folclore brasileiro.
Fundando com o nome de Sociedade Brasiliense de Folclore, o nome atual passou a ser usado em 1972. A principal arte desenvolvida no local desde sua fundação é a dança folclórica brasileira Bumba-Meu-Boi, mas lá também são realizadas apresentações da cultura afrobrasileira, como o Tambor de Crioula

## Histórico
Fundando inicialmente como Sociedade Brasiliense de Folclore, o referido centro cultural passou a ser denominado Centro de Tradições Populares no ano de 1972 e foi tombado como Patrimônio Cultural de Natureza Imaterial do Distrito Federal em 2004.
Seu idealizador, Teodoro Freire, mais conhecido como Seu Teodoro, nasceu no ano de 1920 em São Vicente Ferrrer, uma pequena cidade localizada a 280 quilômetros de São Luís, capital do Maranhão, estado brasileiro que tem como uma de suas principais tradições o Bumba-Meu-Boi, dança caracterista do folclore brasileiro que Seu Teodoro participava desde os oito anos de idade. Era tão apaixonado por essa dança que, em épocas festivas, ainda criança, saía escondido de sua mãe para acompanhar os cantadores e as toadas de boi.
Em 1953, passou a morar e a promover representações de Bumba-Meu-Boi no Rio de Janeiro, cidade sede de suas duas outras paixões - o time de futebol Flamengo e a Escola de Samba Mangueira.
Entretanto, no dia 20 de abril de 1961, primeiro aniversário de Brasília, Seu Teodoro deslocou-se até à capital federal para apresentar o Bumba-Meu-Boi na festividade de comemoração, atendendo ao convite do poeta Ferreira Gullar, assessor do então presidente da República, Jânio Quadros, e acabou se encantando pela cidade, decidindo passar a morar ali no ano seguinte.

Ferreira Gullar, poeta assessor do presidente Jânio Quadros, convidou Seu Teodoro para apresentar o Bumba-Meu-Boi no primeiro aniversário de Brasília.

Já na capital do país, o mestre do folclore brasileiro foi encaminhado por Edson Carneiro para o ministro da Educação na época, o senhor Darcy Ribeiro, o qual lotou Seu Todoro para trabalhar na Universidade de Brasília (UnB), ensinando sobre a Literatura de Cordel para os professores do Instituto de Letras que iriam participar do IV Congresso de Literatura de Cordel, em João Pessoa, no estado de Paraíba, em dezembro de 1962. Aposentou-se na universidade em 1990. Após um ano de trabalho na instituição federal de ensino, em 1963, já havia fundado a Sociedade Brasiliense de Folclore em Sobradinho.

## Infraestrutura
No início, a sede da Sociedade Brasiliense de Folclore tinha uma infraestrutura muito simples, com paredes de taipa, chão de terra batida e teto de palha. Atualmente, levando o nome de Centro de Tradições Populares desde 1972, o centro cultural de folclore possui uma boa edificação.

## Trabalhos desenvolvidos
Conta com 75 integrantes, que realizam oficinas gratuitas para ensinar sua tradição e fazem, regularmente, apresentações de Bumba-Meu-Boi, Tambor de Crioula, festividades de São Sebastião, São Lázaro e Matança do Boi.

## Administração
Seu Teodoro faleceu no dia 15 de janeiro de 2012, no Hospital Santa Helena, em Brasília, aos 91 anos, vítima de um enfisema pulmonar. Entretanto, seu legado de disseminação da cultura folclórica brasileira permanece até hoje, com seu filho Guarapinga Freire herdando a responsabilidade de administração do Centro de Tradições Populares de Sobradinho.